# جيمي هانسون (لاعب كرة قدم)
جيمي هانسون (بالإنجليزية: Jimmy Hanson)‏ (6 نوفمبر 1904 في المملكة المتحدة - ) هو لاعب كرة قدم بريطاني في مركز الهجوم. لعب مع مانشستر يونايتد.